# هنري المشاغب
هنري المشاغب (بالإنجليزية: Horrid Henry) هو مسلسل رسوم متحركة بريطاني من إنتاج نوفيل إنترتينمنت، وهو استنادًا إلى سلسلة كتب الأطفال ذات الاسم من قبل فرانسيسكا سايمون. عرض المسلسل لأول مرة في 30 أكتوبر 2006 على قناة سي آي تي في البريطانية وهو متوفر منذ 2014 على خدمة نتفليكس في المملكة المتحدة. تمت دبلجته إلى العربية وعرض في العالم العربي على قناة تلفزيون ج.

## الأصوات العربية
- رومانى رافت - هنري
- آسيا النابلسي - بيتر
- تامر الكاشف - الأب
- انجي البسطاوي - الأم
- لوما صبري - مارجريت
- مازن العرباوي - رالف

بالإشتراك مع
- لبنى ونس
- هاني عبد الحي
- هايدي عبد الخالق
- عادل عمر
- زياد الشريف
- حلا صبري
- هشام الشاذلي

## نص
```
حياتي شيء عسير
اغسل وجهك، مشط شعرك
لا، لا، لا، ظلم كبير
انا هنري المشاغب!
 
اما في المدرسة، فانا محبوب!
بالنجومية سأنال الحرية
ستكون حياتي خيالية!
انا هنري المشاغب!
 
لا، لا، لا، لا، لا، لا!
قائد العصابة الأرجوانية
حياتي شيء عسير
انا هنري المشاغب!
```

## موسيقى
- مؤدي الأغنية الرئيسية - زياد الشريف، رومانى رافت

## وصلات خارجية
- هنري المشاغب على موقع IMDb (الإنجليزية)
- هنري المشاغب على موقع ميتاكريتيك (الإنجليزية)
- هنري المشاغب على موقع نتفليكس (الإنجليزية)
- هنري المشاغب على موقع كينوبويسك (الروسية)
- هنري المشاغب على موقع ألو سيني (الفرنسية)
- هنري المشاغب على موقع قاعدة بيانات الفيلم (الإنجليزية)